# オルタネーター

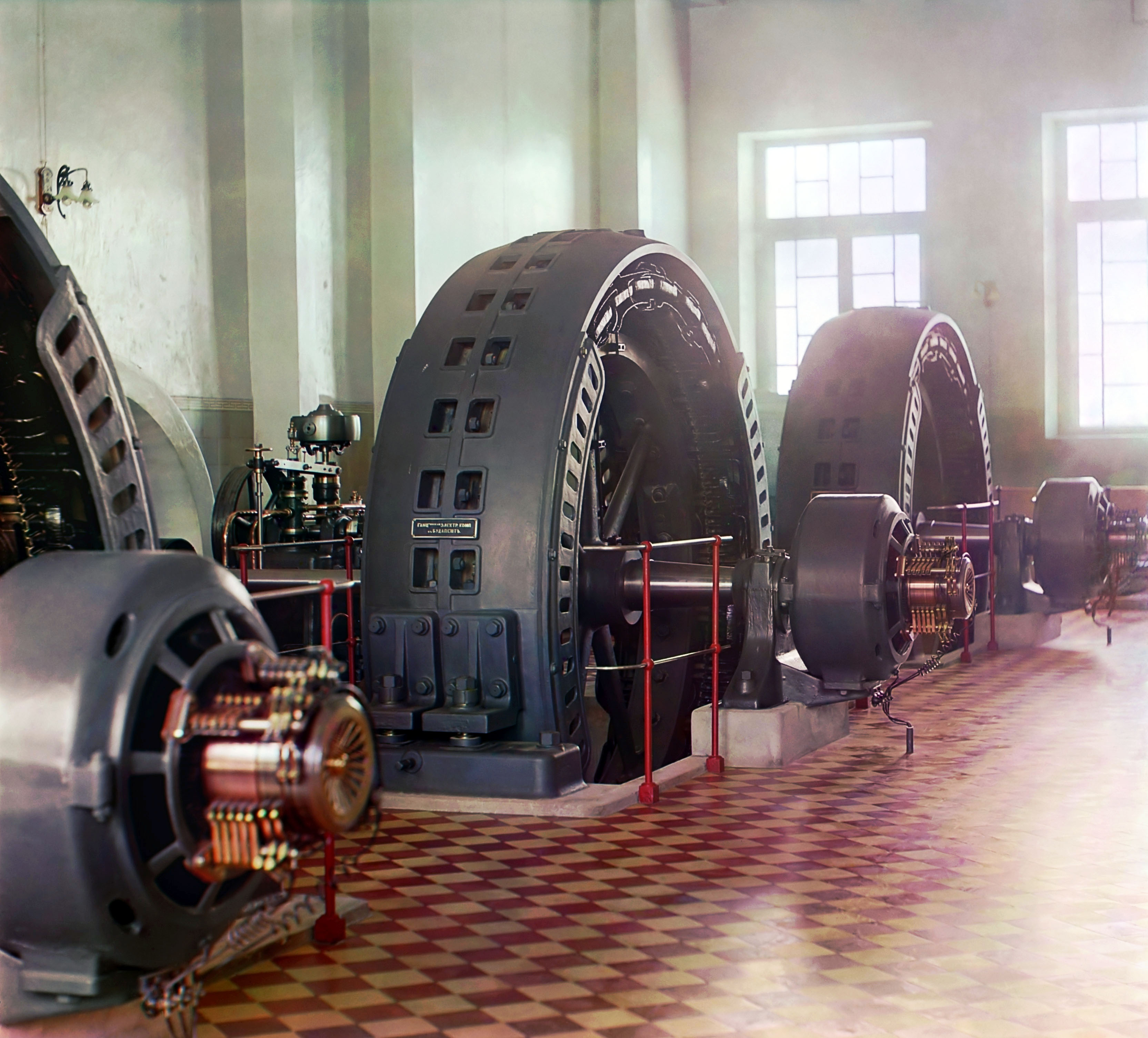
20世紀初頭にハンガリーのブダペストで製造され、水力発電所で利用されているオルタネーター

オルタネーター（英語: alternator）は交流（alternating current）の電気を生成する発電機である。自動車やオートバイ、小型航空機などに搭載されているものは、ダイオードなどを使った整流器で直流へと整流される場合も多く、これらの分野では整流器を含めてオルタネーターと呼ばれる。オートバイの分野（主に原付）では、前照灯・尾灯など、バッテリーを通さずに交流のまま負荷につなぐ場合もあるため、整流器を含めずにジェネレーター（英: generator）とも呼ばれる。

## 概要
オルタネーターの基本原理はコイルを電機子とし、永久磁石を界磁とする永久磁石同期発電機である。コイルと永久磁石を近づけたり遠ざけたりすることでコイルの中を通る磁束密度を変化させ、電磁誘導によりコイルに発生する電流を交流として取り出す。多くの場合、永久磁石かコイルの一方を回転させ、もう一方を固定するが、回転する側を回転子（英: rotor）、固定される側を固定子（英: stator）と呼ぶ。永久磁石とコイルの相対的な位置関係を直線的に往復させるものもあり、リニアオルタネーター（英: linear alternator）と呼ばれる。

## 自動車等

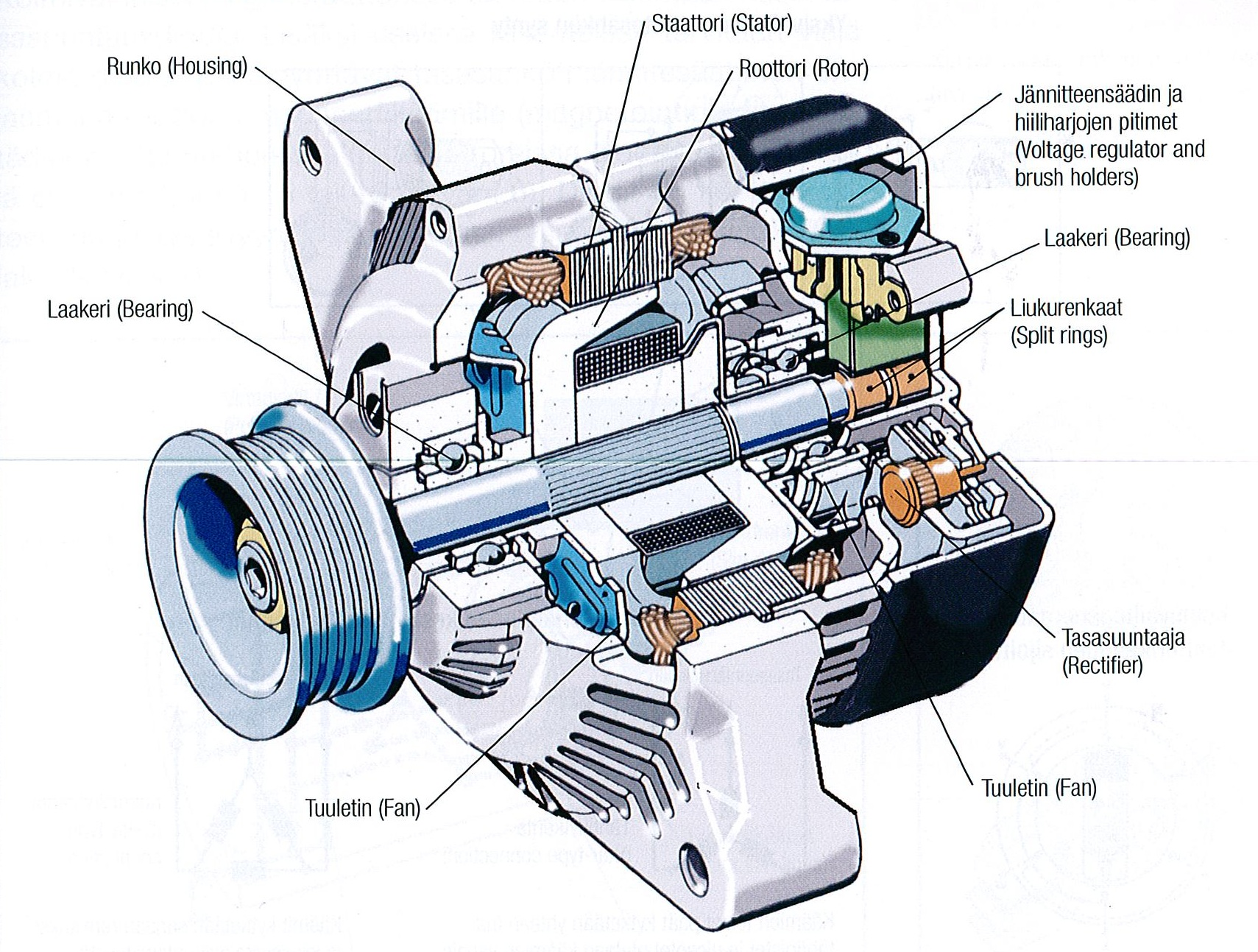
自動車等オルタネーターの内部構造図

自動車などに搭載されるオルタネーターはエンジンの回転を動力源として発電し、電装部品に必要な電力を生む。出力軸の回転を直接オルタネーターの回転とする場合や、ベルトとプーリーを介して伝達される場合がある。発電した交流電力は直流に変換されてバッテリー（蓄電池）やコンデンサに蓄えられる。オートバイでは1950年代半ばにイギリス製の車種に初めて搭載された。自動車では、古くは直流整流子発電機（ダイナモ）が用いられてきたが、1960年代からオルタネーターへと置き換えが進んだ。直流整流子発電機と比較すると、オルタネーターは構造が簡単なため高速回転が可能で、アイドリング中も発電できることから採用されるようになった。
オルタネーターで発電された交流電流は整流器（レクチファイア、英: rectifier）によって直流電流に変換される。ダイオードを用いた半導体整流器が利用される。また、オルタネーターは回転速度が高くなるほど高い電圧を発生するため、電圧レギュレータ（英: voltage regulator）によって一定に保たれる（整流器と一体化した「レギュレートレクチファイア」などもある）。古くはリレーと抵抗器を用いて段階制御していたが、近年は集積回路（IC）で電圧を制御している。整流器とICを利用した電圧レギュレータは冷却フィンが備えられたアルミダイカストのケースに納められ、オルタネーターのケースに固定されている場合が多い。
オルタネーターは発電機の特性上、負荷が多かった（より高出力の電力を得ようとしてプーリー比を変えたり回転子の電力を上げ磁力を増すと発電時の抵抗が増す）が、固定子の改良により負荷が軽減されたものが社外品として発売されている。
旧来の自動車ではオルタネーターが常時発電していたため、バッテリー（鉛蓄電池）が満充電となった後も、バッテリーの電極で生じる水の電気分解で電力を消費させていた(このため、電解液が減少していた)。一方近年の自動車では燃費向上を目的として、バッテリー電圧を監視し、必要電圧を下回らない範囲でオルタネーターの発電量を抑えたり発電を停止させたりする制御を行う車種（充電制御車）もある。これはエンジンブレーキを使う減速時にオルタネーターの負荷を引き上げ、代わりに加速・定常時に引き下げることで発電に使われる燃料の消費を抑えつつ、エンジン出力ではなく車両の持つ運動エネルギーを電力に換えるもので、回生ブレーキに近い仕組みである。回生ブレーキによる電力をより効率的に充電するために、従来のバッテリーとは別にリチウムイオン電池（スズキ エネチャージ）を追加したり、キャパシタを追加して可変電圧式のオルタネーターを採用する例(マツダ・i-ELOOP)もある。
オルタネーターは電圧を与えることでモーター（永久磁石同期発電機であれば永久磁石同期電動機）として駆動させることができるため、ISG（Integrated Starter Generator）やBSG（Belt Starter Generator）、BAS (Belted Alternator Starter) 等の名称で自動車においては発電機兼用のスターターとして利用されたり、マイルドハイブリッドと呼ばれる方式を採用する車種ではエンジンをアシストするハイブリッドモーターとして利用される場合もある。ハイブリッドモーターとして採用する場合において一定以上の出力を必要とする場合では12 Vではなく、36 Vや48 Vなどで発電/駆動し、バッテリー充電や電装品へはDC-DCコンバーターを介して12 Vで供給される場合もあるが、一定以下の出力であればコスト等を勘案しコンバーターを介さず12 Vでシステムを完結させる場合もある。
オルタネーターは、自動車では一般的に搭載される装置であるが、ハイブリッドカーでは、モーターの回生動作によって電力を生み出せるため、搭載されていない車種もある。